# TOI-451
TOI-451とは、地球からエリダヌス座の方向に約123.74パーセク離れた場所に位置する「うお座-エリダヌス座恒星ストリーム」に属する恒星である。3つの太陽系外惑星が周囲を公転していることが知られている。

## 概要
TOI-451の年齢は1億2000万年とされている。TOI-451（TOI-451 A）は、TOI-451 Bというスペクトル分類がM型の赤色矮星との連星系である。TOI-451（TOI-451 A）の半径は太陽の0.83倍、Bは0.59倍であり、温度はそれぞれ約5530ケルビン、約3508ケルビンである。TOI-451 BはAから約4700天文単位離れた位置に存在しているが、赤色矮星が2個存在する連星である可能性もある。
| 太陽 | TOI-451 A |
| ---- | --------- |
| 太陽 | Exoplanet |

| 太陽 | TOI-451 B |
| ---- | --------- |
| 太陽 | Exoplanet |

## 惑星系
| 名称 （恒星に近い順） | 質量 | 軌道長半径 （天文単位） | 公転周期 (日)              | 軌道離心率        | 軌道傾斜角        | 半径                     |
| --------------------- | ---- | ----------------------- | -------------------------- | ----------------- | ----------------- | ------------------------ |
| b                     | —    | 0.0271+0.0023 −0.0038   | 1.858701+2.7e-05 −3.3e-05  | 0.19+0.2 −0.14    | 86.5+2.3 −2.9°    | 0.1731+0.0116 −0.0134 RJ |
| c                     | —    | 0.0823+0.0033 −0.0036   | 9.192523+6.4e-05 −0.000684 | 0.2+0.18 −0.14    | 88.49+0.95 −0.67° | 0.277±0.0116 RJ          |
| d                     | —    | 0.1255+0.0057 −0.0065   | 16.364981+4.7e-05 −4.9e-05 | 0.057+0.133 −0.04 | 89.56+0.31 −0.35° | 0.3595±0.01338 RJ        |
| 塵円盤                | 5 au | 5 au                    | 5 au                       | 5 au              | —                 | —                        |

2021年1月、TOI-451（TOI-451 A）の周囲を公転する3つの惑星が発見された。TOI-451 bはスーパー・アース、TOI-451 cとTOI-451 dは海王星型惑星である。惑星の年齢は若いため、これらの惑星はまだ進化の途中段階である可能性がある。これらの惑星は、ハッブル宇宙望遠鏡やジェイムズ・ウェッブ宇宙望遠鏡による透過分光法で大気を観測できる可能性がある。
また、TOI-451には、主星から約5天文単位離れた位置に塵円盤が存在するとされている。塵円盤はNEOWISEによる観測で発見された。